# Эли VI (граф Перигора)

Графство Перигор на карте Франции 1180 г.

Эли VI Талейран, по другой нумерации — Эли V (фр. Hélie VI dit Taleyrand; ум. 1205) — граф Перигора. Старший сын Бозона III.
Впервые упоминается в качестве графа в документе 1166 года.
По призыву Бертрана де Борна в 1181 году вступил в конфедерацию аквитанских сеньоров, направленную против Ричарда Львиное Сердце. На стороне сына выступил английский король Генрих II, и восстание было подавлено, но Эли VI сохранил свои владения.
Снова восстал против англичан в 1192 году, когда Ричард Львиное Сердце попал в плен к австрийскому герцогу, но тоже был вынужден подчиниться.
После смерти Ричарда отказался признать своим сюзереном Иоанна Безземельного, и в 1204 году принёс оммаж французскому королю Филиппу Августу.
В том же году отправился в Крестовый поход, во время которого в 1205 году умер.
Эли VI был с 1187 года женат на Раймонде, дочери Раймона II, виконта де Тюренн, и его жены Элис де Кастельно. Сыновья:
- Аршамбо I, граф Перигора
- Аршамбо II, граф Перигора
- Эли Талейран, сеньор де Гриньоль
- Арман де Перигор, великий магистр ордена тамплиеров.

После смерти Эли VI графом Перигора стал его старший сын Аршамбо I. В 1212 году он принёс оммаж французскому королю, но по возвращении из Парижа тяжело заболел и умер (15 октября 1212 года). Женат он не был и потомства не оставил. Ему наследовал брат — Аршамбо II.
Третий сын Эли VI — Эли Талейран, сеньор де Гриньоль, в некоторых генеалогиях указывается как граф Перигора Эли VII, из-за чего в нумерации возникла путаница.